# 현조
현조(玄祖)는 고조(高祖)의 부모로 증조의 조부이며 자신의 5대조이다. 현조의 다른 말은 오대조(五代祖), 천조(天祖)이다. 현조의 어버이는 열조(烈祖)라고 한다.

## 둘러보기
가족관계
| 가족     | 가족                                                                                               |
| -------- | -------------------------------------------------------------------------------------------------- |
| 직계     | - 배우자 - 남편 - 아내 - 부모 - 아버지 - 어머니 - 자녀 - 아들 - 딸 - 형제자매 - 형제 - 자매 - 남매 |
| 확대가족 | - 조부모 - 할아버지 - 할머니 - 외조부모 - 외할아버지 - 외할머니 - 아저씨 - 아주머니 - 조카 - 사촌  |
| 인척     | - 시부모 - 시아버지 - 시어머니 - 처부모 - 장인 - 장모 - 사위 - 며느리                              |
| 친족     | - 혈족 - 혼인 - 이혼 - 입양                                                                        |
| 혈통     | - 조상 - 자손 - 성씨 - 가계도 - 족보 - 계보학 - 유전 - 상속                                        |
| 관계     | - 아가페(부모애) - 효 - 존경 - 에로스(부부애) - 필리아(우애) - 스토르게(가족애)                    |